# دهستان عربخانه
دهستان عربخانه، یکی از دهستان‌های بخش سرداران شهرستان نهبندان در استان خراسان جنوبی ایران است. مرکز این دهستان روستای دهک است.

## ویژگی‌ها
منطقه عربخانه در جنوب بیرجند، کیلومتر ۱۳۰ جاده زاهدان و در شمال نهبندان است که از شرق به کشور افغانستان و از غرب به کویر و از شمال به سربیشه و از جنوب به بخش شوسف منتهی می‌شود و امروز از نظر تقسیمات کشوری از مناطق پر جمعیت بخش شوسف شهرستان نهبندان به‌شمار می‌رود.
بر خلاف نویسندگان فرهنگ جغرافیایی، شمار آبادی‌های آن از مرز چهارصد پارچه آبادی هم می‌گذرد و جمعیت آن نیز با وجود مهاجرت‌های بسیاری که به شهرهایی چون تهران، زاهدان، مشهد، کرمان، بیرجند و… شده، باز هم چشمگیر است. پیشه اصلی مردم آن دیار، دامپروری و کشاورزی است که به جهت نداشتن الگوی درست و خشکسالی‌های پیاپی، سخت مورد تهدید قرار گرفته است. قالی‌بافی و گلیم و پلاس و جاجیم از شمار هنرهای دستی محل بوده و عمده محصولات کشاورزی غلات است و میوه‌های متنوعی چون انار، زردآلو، انگور و… نیز به دست می‌آید.
مردم این دهستان را اقوام عرب (نظریه اول) که از قبیله خزیمه، خزاعه و بنی لام هستند که دودمان آن تیره خزیمه‌ها در عربستان و عبدالخان در خوزستان است و اقوام فارس تشکیل می‌دهند. بنا به گفتهٔ رزم‌آرا عرب‌ها در زمان نادرشاه از خوزستان منتقل شده‌اند. در ۱۹۵۰، در هجده روستای دهستان عربخانه و در دو روستا در دهستان‌های مجاور نهارجانات و نهبندان هنوز عربی رایج بود. طایفه عرب خزیمه نیز جد آنها در ایران خازم بن خزیمه بود که توانست قهستان را فتح نماید.

## جمعیت
بر پایه سرشماری عمومی نفوس و مسکن در سال ۱۳۹۵ جمعیت این دهستان ۳۵۸۸ نفر بوده است.